# چقدر شیرین
«چقدر شیرین» (انگلیسی: How Sweet) ترانه‌ای از گروه دخترانه اهل کره جنوبی، نیوجینز از دومین آلبوم تک‌آهنگ گروه با همین نام است. این ترانه توسط ادور در ۲۴ مه ۲۰۲۳ همراه با بی ساید ترک «آدامس بادکنکی» منتشر شد. این آلبوم تک‌آهنگ به جایگاه شماره یک در کره جنوبی رسید.

## جدول‌های موسیقی
| جدول (۲۰۲۴)                                        | بالاترین جایگاه |
| -------------------------------------------------- | --------------- |
| آرژانتین (آرژانتین هات ۱۰۰)                        | ۷۹              |
| استرالیا (ای‌آرآی‌ای)                                | ۸۷              |
| کانادا (۱۰۰ تک‌آهنگ داغ کانادا)                     | ۶۷              |
| ۲۰۰ آهنگ جهانی (بیلبورد)                           | ۱۵              |
| هنگ کنگ (بیلبورد)                                  | ۱               |
| ژاپن (۱۰۰ آهنگ داغ ژاپن)                           | ۱۴              |
| ژاپن (اوریکون)                                     | ۶               |
| تک‌آهنگ‌های ترکیبی ژاپن (اوریکون)                    | ۶               |
| مالزی (بیلبورد)                                    | ۱۰              |
| هلند (گلوبال تاپ ۴۰)                               | ۱۷              |
| تک‌آهنگ‌های داغ نیوزیلند (آرام‌ان‌زد)                  | ۴               |
| Singapore (RIAS)                                   | ۵               |
| کره جنوبی (گائون)                                  | ۲               |
| آلبوم‌های کره جنوبی (گائون)                         | ۱               |
| آلبوم‌های فیزیکی سوئد (فهرست برترین‌های سوئد)        | ۲۰              |
| تایوان (بیلبورد)                                   | ۱               |
| دانلود تک‌آهنگ‌های بریتانیا (اوسی‌سی)                 | ۲۵              |
| فروش تک‌آهنگ‌های بریتانیا (اوسی‌سی)                   | ۲۷              |
| ایالات متحده فوران‌کننده زیر ۱۰۰ آهنگ داغ (بیلبورد) | ۱۲              |
| فروش ترانه‌های دیجیتال ایالات متحده (بیلبورد)       | ۴               |

| جدول (۲۰۲۴)                | جایگاه |
| -------------------------- | ------ |
| ژاپن (اوریکون)             | ۱۶     |
| کره جنوبی (گائون)          | ۲      |
| آلبوم‌های کره جنوبی (گائون) | ۳      |